# 'Abbas Abad
'Abbāsābād (farsi عباس‌آباد‎) è il capoluogo dello shahrestān di 'Abbāsābād, nella provincia del Mazandaran in Iran. Aveva, nel 2006, una popolazione di 11.256 abitanti.